# Gino Lisa
Gino Gerolamo Lisa (Torino, 19 agosto 1896 – Monte Summano, 15 novembre 1917) è stato un aviatore e ufficiale italiano, decorato di medaglia d'oro al valor militare alla memoria nel corso della prima guerra mondiale.

## Biografia

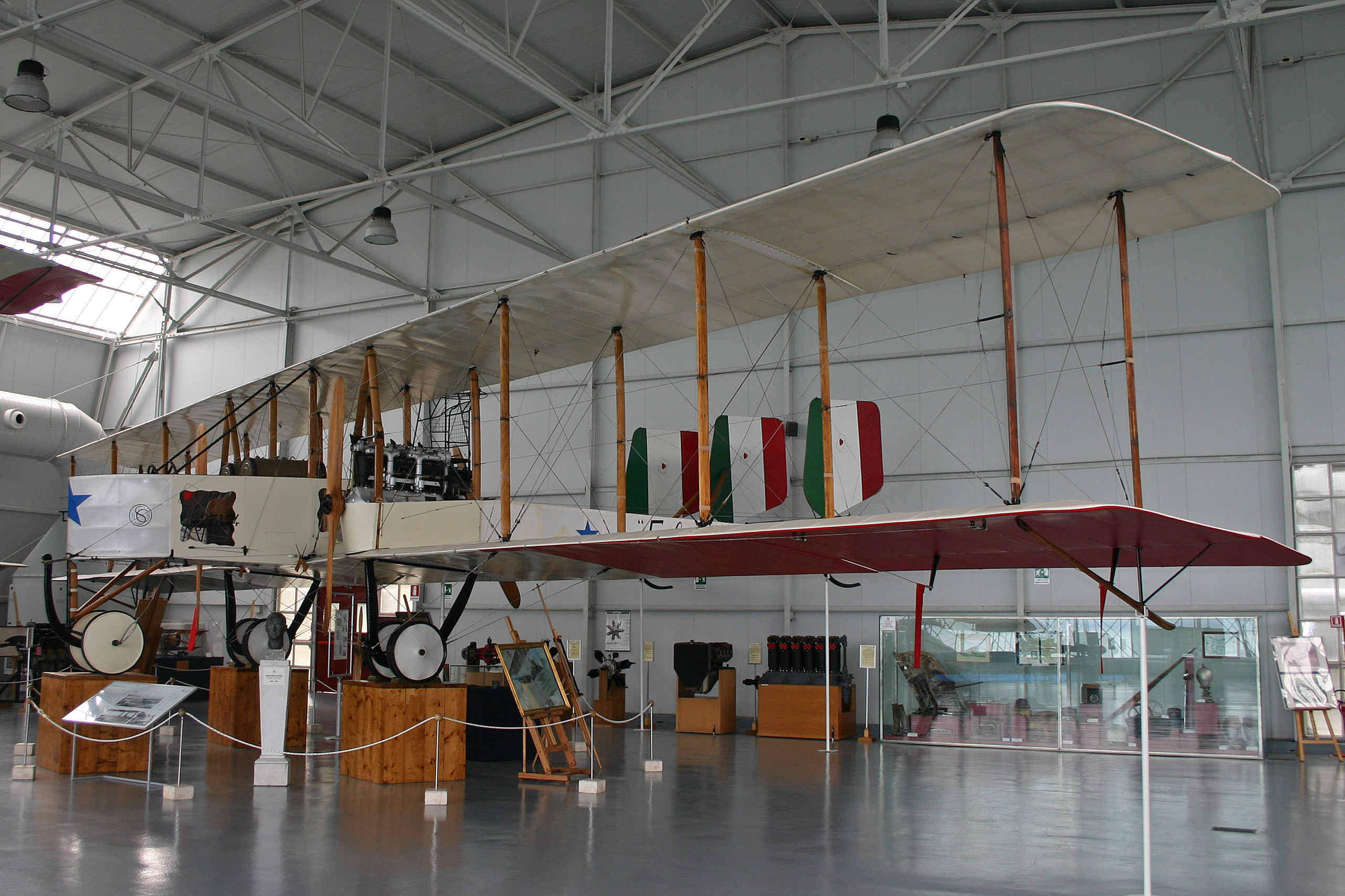
Il Caproni Ca.36 "Falco" già di proprietà di Casimiro Buttini ed esposto attualmente al Museo storico dell'Aeronautica Militare di Vigna di Valle.

Nacque a Torino il 19 agosto del 1896, figlio di Giuseppe e di Costanza Garetto, all'interno di una famiglia di origini arignanesi. Dopo aver conseguito il titolo di studio all'istituto "Giuseppe Lagrange", intraprese lo studio delle lingue, nella prospettiva di seguire le orme paterne nel campo del commercio.
Alla vigilia della Grande Guerra, sulla sua giovane personalità fecero presa le parole di Gabriele D'Annunzio, forte sostenitore dell'interventismo italiano nel conflitto bellico.
Fu quindi naturale che all'entrata in guerra del Regno d'Italia, avvenuta il 24 maggio 1915 lui,  che si dichiarava interventista, si arruolasse nel Regio Esercito.
Nel mese di luglio venne trasferito alla scuola volo di Cascina di Costa, dove conseguì il brevetto di pilota,  e venne addestrato al pilotaggio dei bombardieri Caproni Ca.3. 
Dopo avere conseguito il brevetto di pilota militare il 15 febbraio del 1916, vi rimase come istruttore sino al 12 aprile quando fu assegnato all'8ª Squadriglia Caproni di stanza sul campo d'aviazione de La Comina.  Con questa unità prese parte ad azioni di bombardamento nei cieli del Carso, del Trentino, e dell'altopiano dei Sette Comuni contrastando l'offensiva nemica del maggio 1916 (Strafexpedition) e la successiva controffensiva italiana iniziata il 16 giugno.  Intensa fu la sua partecipazione alle numerose incursioni in Val d'Isarco e Val di Non e nelle retrovie dell’esercito austriaco. Terminate il 23 luglio le azioni nel Trentino e ripresi i bombardamenti aerei sul fronte della Venezia Giulia, prese parte alle operazioni in appoggio alle azioni terrestri nella sesta, settima, ottava, e nona battaglia dell'Isonzo.  Il giorno 15 novembre 1916 mentre pilotava il suo trimotore intercettò, nei pressi di San Daniele del Friuli, tre apparecchi nemici in volo verso Pordenone, attaccandoli decisamente e con preciso tiro delle mitragliatrici li costrinse alla fuga. Nella fase di ritorno, scoppiatogli il motore centrale a causa della difettosa lubrificazione e venutigli a mancare i comandi di direzione, strappati e spezzati dalla violenza dei frammenti del carter scoppiato, riuscì con arditissime ed acrobatiche manovre ad atterrare sul campo portando miracolosamente in salvo apparecchio ed equipaggio.
Promosso sottotenente di complemento dell'arma del Genio nel marzo 1917, fu trasferito alla 2ª Squadriglia Caproni del 14º Gruppo aeroplani.
Dal 25 settembre 1917 decolla da Taliedo con il maggiore Armando Armani come comandante del Distaccamento A.R. su Caproni Ca.33 diretto a Gioia del Colle facendo scalo a Centocelle.
Agli ordini di Armani vi erano la squadriglie 1ª Bis (comandata da Gabriele D'Annunzio) e la 15ª Bis con 14 Ca.450 hp che alle 23.00 del 4 ottobre decollano per bombardare il porto di Cattaro.
Oltre a Maurizio Pagliano, Luigi Gori, Ivo Oliveti, Casimiro Buttini, Mariano D'Ayala Godoy ed Andrea Bafile alla rischiosa impresa prese parte anche il corrispondente di guerra del Corriere della Sera Guelfo Civinini. Rientrato alla base fu decorato con una medaglia di bronzo al valor militare.
Il 15 novembre 1917, nel corso della sua 59ª missione di guerra, il bombardamento di Caldonazzo, il suo apparecchio dopo avere sganciato le bombe sull'obiettivo, aveva preso la rotta per ritornare oltre la linea. Vedendo tuttavia un altro bombardiere in difficoltà in quanto attaccato da caccia nemici, ritornava in zona per aiutarlo. In seguito venne inseguito sopra il Monte Cengio da 3 Albatros D.III degli assi Julius Arigi, Josef Kiss e Josef von Maier e,  gravemente danneggiato, non riuscì ad evitare l'ultimo massiccio montuoso prima della pianura. Si schiantò sul Monte Summano alla fine della Val d'Astico.  Nel corso delle manovre per tentare di sfuggire ai caccia messe da lui in atto, il mitragliere fu sbalzato dal velivolo (secondo alcuni essendo già colpito a morte) e precipitò nel fondo valle a circa 2 km dal luogo dell'impatto dell'aereo. Per questa azione fu decorato di medaglia d'oro al valor militare alla memoria.
A lui era stato intitolato l'ex-aeroporto di Torino-Mirafiori (dismesso nel 1947); attualmente gli sono dedicati l'aeroporto di Foggia, una via nel quartiere Borgata Vittoria a Torino, la scuola elementare, ed una via del paese di Arignano, luogo natio dei genitori. Il simbolo distintivo che portava Gino Lisa sulla carlinga del suo apparecchio era un "Asso di fiori".

### Fonti
1. ↑  Mancini 1936, p. 401.
2. 1 2  Ufficio Storico dell'Aeronautica Militare 1969, p. 17.
3. 1 2 3  Combattenti Liberazione.
4. 1 2 3 4 5 6 7 8 9 10 11  ero Club Torino.
5. ↑  Lodovico 1980, p. 93.
6. ↑  Gentili, Varriale 1999, pp. 138-139.
7. ↑  Scheda nel sito ufficiale del Quirinale.